# Fabrizio Frigeni
Fabrizio Frigeni (Bergamo, 9 giugno 1976) è un musicista, manager e produttore discografico italiano.
Pur non avendo vissuto in prima persona l'atmosfera degli anni '60 e '70 appartiene a quella generazione di chitarristi che ha mosso i primi passi nella musica sulle orme di Jimi Hendrix, Eric Clapton e Ritchie Blackmore.
Chitarrista degli 883 dal 1999 al 2001 in seguito ha suonato in studio, in tour o in televisione con Alejandro Sanz, Paola & Chiara, Syria, Laura Pausini, Paolo Meneguzzi, Jasmine e Renato Zero, Luca Dirisio, Francesco Facchinetti, Loredana Bertè e Giusy Ferreri.
Dal 2009 affianca all'attività concertistica quella di direttore artistico: tra gli eventi organizzati concerti e incontri per Unicef, Telethon e Nazionale Piloti.
Nel 2014 la rivista Guitar Club Magazine gli ha affidato la direzione didattica delle rubriche online dedicate alla Chitarra Rock & Metal.
Nel 2016 ha creato la IMA Italian Music Academy con l'intento di formare giovani talenti dei quali è manager, editore e produttore.

## Biografia
Figlio d'arte (il padre Gino, chitarrista negli anni sessanta e settanta, è stato leader del gruppo beat “I Monelli” al fianco del fratello Bruno e di Roby Facchinetti), dal 1983 al 1990 studia pianoforte sotto la guida del maestro Felice Bergamelli. 
L'esibizione di Eric Clapton e Mark Knopfler sul palco di Knebworth, nel corso dell'omonimo concerto trasmesso dalla televisione italiana nel 1990, lo induce in seguito a dedicarsi allo studio della chitarra elettrica.

### 1992-1999: dal rock-blues al pop italiano
Dal 1992 al 1995 è il chitarrista della band “Dr. Faust & the Coffee House Brothers” e incide 2 album per l'etichetta Duck Record (Bisogno di Blues, Cuore Selvaggio). Nel 1996 l'incontro con il session man Giorgio Secco gli apre le porte del circuito live milanese: ha inizio così la sua carriera di musicista professionista.
Dal 1996 al 1999 collabora con diversi artisti e gruppi fra i quali Tony Blescia, Rossella Marcone, Madreblu, Erz, Gianni Bella, Marcella Bella, Marina Barone e Ambra Orfei. Con Marina Barone si esibisce sul palco del Teatro Ariston di Sanremo nel corso della dodicesima edizione di Sanremo Rock; con i Madreblu è in tour nel 1997-1998 e partecipa alle trasmissioni live Help, Roxy Bar, Monte Carlo Nights, Territorio Match Music, 99 alle 9, Com'è e 105 Night Express, duettando con Paolo Belli, Trilok Gurtu e suonando come supporter di Noa e Simple Minds.
Nell'estate 1999 il batterista dei Madreblu Eugenio Mori suggerisce il nome di Frigeni fra quelli da prendere in considerazione per il ruolo di chitarrista della band degli 883, superata l'audizione il session man di Bergamo è pronto per un Viaggio al centro del mondo in compagnia di Max Pezzali e soci.

### 1999-2001: gli 883
È del 1999 il suo ingresso negli 883: un tour invernale e uno estivo (Grazie mille Tour, Grazie mille Summer Tour), che valgono al gruppo il Premio tournée a Vota la voce 2000, due tour europei (uno a supporto dello Stilelibero Tour di Eros Ramazzotti), un album (1 in +), un singolo (Come deve andare), un videoclip (La regina del Celebrità), una compilation (Top of the Year 2002), quattro Greatest Hits (Love/Life, TuttoMax, Max 20 e Collection: 883), un DVD (TuttoMax Video) e apparizioni in programmi radio e tv quali Fuego, 105 Night Express, Lottolive, 2000 e una notte e Teatro 18, sono i numeri della sua collaborazione con Max Pezzali, che termina nel 2001.
Nell'ottobre 2000, durante il periodo di militanza all'interno della band, Frigeni partecipa a Super con il cantante spagnolo Alejandro Sanz in occasione del lancio italiano del singolo Cuando nadie me ve.

### 2001-2008: una chitarra per tutte le stagioni
Dopo una breve parentesi live e in tv con Paola & Chiara (che accompagna nelle ultime date del Television Tour e nella trasmissione Notte Mediterranea), nel dicembre 2002 è ospite del programma Serata con… in compagnia degli 883: è l'ultimo concerto ufficiale della band prima dello scioglimento definitivo.
Nel 2003 e 2004 è in tour con Syria e appare a Top of the Pops, Trofeo Birra Moretti e Festivalbar.
Il 2005 si apre con la partecipazione a Buona Domenica per la presentazione di Vivimi, singolo tratto dall'album Resta in ascolto di Laura Pausini. Frigeni è poi a Top of the Pops e Cd Live con Syria e Paolo Meneguzzi. Con il cantante svizzero è in seguito ospite a Serata con... per promuovere il Favola Tour, che si conclude a ottobre. Nel frattempo registra gli album d'esordio di Riccardo Maffoni (vincitore nella Categoria Giovani al Festival di Sanremo 2006) e Jasmine (prodotta da Renato Zero).
Nel gennaio 2006 è di nuovo con Syria, ospite a Quelli che il calcio. Successivamente è in studio per il secondo disco di Luca Dirisio (sue le chitarre del brano che dà il titolo all'album La vita è strana), con il quale va in tour nell'estate 2006 e appare nelle trasmissioni Cd Live e Serata con…. A luglio partecipa nuovamente a Serata con… al fianco di Francesco Facchinetti (con l'ex DJ sarà ospite anche a Cd Live), mentre a settembre è con Syria e Gianni Morandi per il concerto di apertura della Mezza maratona di Bologna.
Il 1º maggio 2007 prende parte con Loredana Bertè al tradizionale Concerto per la Festa del Lavoro in Piazza San Giovanni a Roma: un nuovo tour, in compagnia dell'imprevedibile rockstar italiana, lo impegna fino alla fine dell'estate (con la Berté Frigeni appare ospite a La vita in diretta e Musicultura).
All'inizio del 2008 Frigeni è in studio per le registrazioni della Fair Play Team Compilation, album che vede protagonisti per scopi benefici alcuni tra i più grandi Campioni del Calcio. Il disco, pubblicato nell'aprile successivo, si apre con il brano di Eros Ramazzotti Se bastasse una canzone, cantato da Javier Zanetti e dai Campioni del Fair Play Team. Nell'estate 2008 è nuovamente in tour con Luca Dirisio, partecipa alle trasmissioni Note italiane nel Mondo, Scalo 76 e taglia il traguardo dei mille concerti.

### 2009: il progetto “Past: Part 2” e l'impegno sociale
Grande appassionato di musica classica fonda con il pianista Davide Dave Rossi il progetto Past : Part 2, rivisitazione dei classici (Vivaldi, Locatelli, Mozart e altri) in chiave moderna. Nel maggio 2009 il progetto Past : Part 2 debutta in anteprima al Teatro Donizetti di Bergamo in occasione di Play For Children, evento targato Unicef che vede Frigeni coinvolto nella doppia veste di musicista e direttore artistico. A riprova della volontà di allineare il progetto Past : Part 2 a eventi culturali e a scopo benefico a settembre Frigeni partecipa alla manifestazione Un Grande Cuore per l'Abruzzo.

### 2010-2011: session man e direttore artistico
Nel 2010 intraprende un lungo tour al fianco di Giusy Ferreri, artista lanciata dal talent show X Factor. Il Fotografie Tour trova il suo culmine nelle 4 esibizioni consecutive al Blue Note di Milano(nel frattempo Frigeni appare con la Ferreri nelle trasmissioni Wind Music Awards 2010, Musicultura, X-Italy e Venice Music Awards). A dicembre è il direttore artistico di Artisti per Telethon 2010, manifestazione che vede esibirsi (tra gli altri): Loredana Errore, Omar Pedrini, Laura Bono e Giusy Ferreri, queste ultime accompagnate alla chitarra da Frigeni.
Nel 2011 è con Syria per il tour promozionale dell'album Scrivere al futuro. Con la cantante romana partecipa a Top of the Pops, 105 Night Express, Se... a casa di Paola, Domenica In e all'evento Artisti per Telethon 2011, manifestazione della quale è anche direttore artistico.
A settembre, in occasione del Gran Premio d'Italia di Formula 1, è ospite musicale e direttore artistico dell'evento Monza di cuore: la manifestazione, che si svolge allo Stadio Brianteo di Monza, vede impegnati nella raccolta a favore delle associazioni Qui Donna SiCura e Friends insieme per un sorriso il Campione del mondo di Formula 1 Sebastian Vettel e altri sportivi, artisti e personaggi dello spettacolo.

### 2012-2014: il virtuoso tra scuola, teatro e web
A maggio 2012 Frigeni accompagna nuovamente Syria, ospite della seconda edizione di Donne in cANTo. In seguito è impegnato nella realizzazione del progetto didattico Fabrizio Frigeni: da Mozart agli 883, iniziativa condotta personalmente dal chitarrista con l'intento di avvicinare gli studenti delle scuole medie e superiori alla musica attraverso un viaggio tra lo stile classico dei grandi compositori, i nuovi talenti contemporanei e le riflessioni che accompagnano il mondo delle sette note.
A maggio 2013, a distanza di 10 anni dalla prima collaborazione, è con Syria con la quale partecipa alla terza edizione di Donne in cANTo.
Nel 2014 Frigeni entra nel team di produzione di Guitar Club Live, portale che ospita le rubriche didattiche e musicali della rivista Guitar Club Magazine, come responsabile e curatore dell'area Rock & Metal. Affiancato da altri virtuosi della sei corde il musicista illustra al pubblico del web le tecniche della chitarra moderna attraverso video lezioni, tutorial, interviste e trascrizioni.
A luglio è con Syria a 105 Night Express.

### 2015-2016: rock in conservatorio
Nel gennaio 2015 Frigeni avvia un rapporto di collaborazione con l'ISSM Gaetano Donizetti di Bergamo nell'ambito dell'organizzazione di corsi e master class volti a promuovere la cultura e la tradizione della chitarra elettrica e di altri strumenti musicali contemporanei. A maggio accompagna Syria e Amara, ospiti della quinta edizione di Donne in cANTo; a ottobre partecipa alla seconda edizione dell'Holy Grail Guitar Show di Berlino; a novembre, in occasione della Festa delle delegazioni straniere, si esibisce presso l'Expo Village di Milano.
Nel 2016 è docente e coordinatore del “Dipartimento di strumenti musicali moderni a indirizzo pop rock”. A luglio è coordinatore artistico della rassegna Le quattro stagioni del Conservatorio.

### 2016-2024: IMA Italian Music Academy
Al termine del 2016 Frigeni annuncia ufficialmente la nascita della IMA Italian Music Academy, piattaforma didattica diretta dal musicista in collaborazione con professionisti attivi nell'ambito dell'insegnamento e dello show business.
Attraverso il progetto IMA Italian Music Academy dal 2016 al 2024 Frigeni si dedica alla formazione di giovani talenti provenienti da diverse regioni della penisola. Tra gli artisti dei quali è manager, editore e produttore si distinguono: Andrea Bertè (semifinalista di The Voice of Italy), Arianna Rozzo (finalista del Premio Lunezia, autrice per la colonna sonora della serie Netflix Di4ri e semifinalista di Sanremo Giovani), Nick Casciaro (vincitore di X Factor Romania), Damiano Dentella (finalista di Area Sanremo), Abeba Suardi (testimonial con Andrea Lucchetta del contest Attiviamoci a cura del Ministero dell'Istruzione e del Merito), Alice Paternuosto (autrice per la colonna sonora della serie Netflix Di4ri).

### 2024: Il ritorno in tour
Nell'estate 2024 Frigeni annuncia il suo ritorno in tour al fianco di Syria nel doppio ruolo di chitarrista e direttore musicale.

## Sponsor ed equipaggiamento
Testimonial di marchi internazionali di strumenti musicali e accessori, dal 2009 al 2014 Frigeni ha partecipato a sei edizioni consecutive della Musikmesse di Francoforte, presentando tra gli altri prodotti la Fabrizio Frigeni Signature, chitarra elettrica realizzata in Giappone dall'azienda Bacchus Guitars.

## Attività didattica
Dagli anni '90 a oggi Frigeni ha insegnato a suonare a centinaia di allievi, tra questi vi sono affermati session men e vincitori di premi nazionali e internazionali.

## Curiosità
Il 9 settembre 2009 è stata consegnata al pilota Jarno Trulli una chitarra Bacchus Fabrizio Frigeni Signature Italian Grand Prix destinata all'asta benefica in favore dell'associazione Abruzzo nel Cuore; il 16 novembre 2009, durante la manifestazione Un Campo per l'Aquila, una seconda chitarra è stata consegnata al 7 volte Campione del mondo di Formula 1 Michael Schumacher.

## Discografia con Max Pezzali e 883

### Album
- 1 in + - 883 (2001) Etichetta: CGD - Eastwest
- Love/Life - Max Pezzali - 883 (2002) Etichetta: CGD - Eastwest
- TuttoMax - Max Pezzali (2005) Etichetta: Warner
- Max 20 - Max Pezzali (2013) Etichetta: Warner
- Collection: 883 - 883 (2013) Etichetta: Warner

### Compilation
- Top of the Year 2002 - AA.VV. (2002) Etichetta: Nuova Fonit Cetra

### Singoli
- Come deve andare - 883 (2001) Etichetta: CGD - Eastwest

### DVD
- TuttoMax Video - Max Pezzali (2005) Etichetta: Warner

## Discografia con altri artisti

### Album
- Bisogno di Blues - Dr. Faust & The Coffee House Brothers (1994) Etichetta: Duck Record
- Cuore Selvaggio - Dr. Faust & The Coffee House Brothers (1996) Etichetta: Duck Record
- Per essere vento - Ivano Fizio (2001) Etichetta: Caliel
- Startin' from the roof - Eugenio Mori (2003) Etichetta: Video Radio
- Storie di chi vince a metà - Riccardo Maffoni (2004) Etichetta: CGD - Eastwest
- La vita è strana - Luca Dirisio (2006) Etichetta: Sony BMG
- Omnia - Omnia (2006) Etichetta: Buena Suerte
- Vivo - Roberto De Luca (2006) Etichetta: DC Records
- Salutami Jasmine - Jasmine (2007) Etichetta: Sony BMG
- Supergiù - Aulicino (2008)  Etichetta: Rhea
- Vibrazioni liquide - Malaavia (2008)  Etichetta: Multiforce
- Parte tutto da qui - Krizia Alì (2016)  Etichetta: Stay Record
- Canzoni di nascosto - Alessandra Nicita (2017)  Etichetta: Stay Record
- Esisto io esisti tu - Made in Italy (2017)  Etichetta: Stay Record

### Live
- Live in Lurano - Dr. Faust & The Coffee House Brothers (2006) Etichetta: Fasol Music

### Compilation
- Promuovere il rispetto - Fair Play Team (2008)  Etichetta: Sony BMG - Columbia

### Singoli
- Senza regole - Syria (2005)  Etichetta: Warner
- 30 Db - Jole (2005)  Etichetta: Radiophonic
- Eurorentola - Jasmine (2007) Etichetta: Sony BMG
- Nell'angolo (con Renato Zero) - Jasmine (2007) Etichetta: Sony BMG
- Non seguitemi - Alex Grande (2007)  Etichetta: Sony BMG - Columbia
- Sono innamorato - Aulicino (2008)  Etichetta: Rhea
- Nel nome del Padre - Tiziana Sinagra (2015)  Etichetta: Stay Record
- J'Adore - Arianna Rozzo (2024)  Etichetta: Utopia Records

## Premi e riconoscimenti
2000
- Telegatto - miglior Tournée (con gli 883)

### Enciclopedie
- Dassisti Franco; Frigeni Gino, Bergamo di note, Bergamo, Grafica e Arte, 1999, p. 42, 223, 255, 262, 269, 309. ISBN 88-7201-203-1